# Jammit
Jammit är ett basketspel från 1994, utgivet till 3DO, DOS, Sega Mega Drive och SNES. Spelet utvecklades av GTE Vantage och utgavs av GTE Entertainment.

## Handling
Spelet är ett 1 mot 1-streetbasketspel och påminner om basketspel som NBA Jam och College Slam. Man kan välja mellan tre olika karaktärer.

### Fotnoter
1. ↑  Jammit på Moby Games
2. ↑  Jammit[död länk] at the-underdogs.info